# مهرجان كان السينمائي 1986
مهرجان كان السينمائي لعام 1986 هو الدورة الـ39 للمهرجان عُقد في 8 إلى 19 مايو من عام 1986، حصل فيلم «المهمة» للمخرج البريطاني رولاند جوفيه على السعفة الذهبية للمهرجان.